# ネイサン・バーン
ネイサン・ウィリアム・バーン（Nathan William Byrne, 1992年6月5日 - ）は、イングランド・セント・オールバンズ出身の
サッカー選手。メジャーリーグサッカー・シャーロットFC所属。ポジションはディフェンダー(RB)。

## 経歴

### トッテナム
トッテナム・ホットスパーFCのアカデミーで育成され、2010年6月にプロ契約を締結。2011年2月、レンタル先のブレントフォードFCでプロデビューを果たした。

### スウィンドン
2013年4月、2013年3月からレンタルで加入していたスウィンドン・タウンFCに完全移籍。

### ウルヴァーハンプトン
2015年9月1日、チャンピオンシップのウルヴァーハンプトン・ワンダラーズFCに3年契約で移籍。

### ウィガン
2016年8月31日、チャンピオンシップのウィガン・アスレティックFCに加入する。ウィガン移籍初年度は後半のシーズンをフットボールリーグ1のチャールトン・アスレティックFCに半年ローンで過ごすなどレギュラーの地位を獲得出来なかったが、ウィガンがリーグ1に降格した翌2017-18シーズンにチームの主力選手として活躍。チームは優勝し、1シーズンでチャンピオンシップに返り咲いた。自身はスウィンドン・タウンFCに所属していた2014-15シーズン以来2度目のPFA年間ベストイレブンに選出され、ウィガンのシーズン最優秀選手にも選ばれた。

### ダービー
2020年9月10日、ダービー・カウンティFCに加入。

### シャーロットFC
2022年8月4日、シャーロットFCに移籍。